# Snævringen
Snævringen (dänisch für „die Enge“) ist die Meerenge im Norden des Kleinen Belt zwischen den dänischen Landesteilen Jütland und Fünen.
Zwischen Fredericia im Nordosten und Stenderup Hage im Südosten umläuft der Kleine Belt die Stadt Middelfart, die Halbinsel Hinsgavl sowie die Inseln Fænø und Fænø Kalv. Im Westen mündet der Kolding Fjord ins Snævringen.
Die Meerenge ist 40 bis 80 m tief, etwa 20 km lang und eins bis zwei Kilometer breit.
Snævringen wird von drei Bauwerken gekreuzt. Von Fredericia aus betrachtet wird zunächst der nach Süden verlaufende Schenkel von der Ny Lillebæltsbro überquert, einer 1970 eingeweihten Autobahnbrücke, welche die Europastraße 20 überführt. Der nach Westen laufende Schenkel wird im Osten von der Lillebæltsbroen, einer 1935 in Betrieb genommenen Eisenbahnbrücke und im Westen von zwei Hochspannungsleitungen gekreuzt. Bevor die Brücken errichtet wurden, herrschte reger Fährverkehr zwischen den beiden Landesteilen. Die 1650 erbaute Festung Fredericia zeigt die strategische Bedeutung.

## Besonderes
Der Name Snævringen wird in Dänemark umgangssprachlich auch für andere Engstellen verwendet, wie etwa im Flyndersø in der Holstebro Kommune.